# Karig Sára
Karig Sára (Baja, Hungría, 13 de junio de 1914-Budapest 2 de febrero de 1999) fue una poetisa húngara conocida por su labor humanitaria durante la Segunda Guerra Mundial. En 1985 fue reconocida como Justa entre las Naciones.

## Infancia y educación
Karig Sára nació en el seno de una familia de profesores y como la menor de tres hermanos. De niña fue a varias escuelas y aprendió latín, inglés, alemán y francés. A raíz de unas disputas con los profesores, fue expulsada de su escuela local. A partir del tercer curso, escribió relatos cortos y poemas para un periódico local, y en la secundaria fue presidenta del círculo de estudios literarios de la escuela. Después de sus estudios secundarios en Szeged, Karig planeó convertirse en profesora de inglés y se inscribió como estudiante en la Universidad Franz Joseph. Durante los dos años que pasó allí, se hizo amiga de la hija de Albert Szent-Györgyi y se alojó durante un tiempo en casa de la familia.
Con la ayuda de la familia Szent-Györgyi, fue au pair en Newcastle, Inglaterra, asistió a clases en la Universidad de Durham y obtuvo un certificado de profesora de idiomas en la Universidad de Londres. En su tiempo libre asistía a las reuniones de la Sociedad Fabiana. Tras regresar de Londres en 1937, trabajó en una planta siderúrgica de Budapest gestionando la correspondencia en inglés y alemán. En los siguientes años trabajó en el banco K&H y en una empresa comercial. En 1943 se afilió al Partido Socialdemócrata de Hungría, inspirada por su supervisor en la fábrica de hierro, Pál Justus.

## Después de la invasión de Hungría
Después de marzo de 1944, ayudó a cientos de personas perseguidas a encontrar apartamentos y obtener documentos o asesoramiento. Aunque oficialmente trabajaba para la Cruz Roja Sueca, en realidad lo hacía a las órdenes de Raoul Wallenberg. Colocó a niños judíos en hogares seguros y orfanatos, y escondió a refugiados polacos y a soldados británicos en diez apartamentos diferentes alquilados a su nombre. Karig se casó ocho veces para que sus «maridos» pasaran por cristianos. También ayudó a distribuir armas y munición a grupos paramilitares por toda Hungría. Sára, junto con otros amigos, alojaba a prisioneros de guerra aliados que escapaban y les encontraba rutas seguras para volver a casa. Dirigía una imprenta que producía propaganda contra la guerra y documentos falsos para judíos y refugiados. Tras la guerra, el Harold Alexander condecoró a Karig por su ayuda a los soldados británicos y le ofreció la ciudadanía del Reino Unido, la cual rechazó.
A finales de 1945, estudió derecho en la Universidad Católica Pázmány Péter durante dos semestres y se convirtió en una contable certificada. Karig también ocupó un puesto administrativo en el Partido Socialdemócrata y trabajó como secretaria en el British Council.
Antes de las elecciones parlamentarias de Hungría de 1947, lo había hecho en 1945. Tuvo sospechas de fraude electoral debido a que el Partido Comunista Húngaro se llevaba papeletas de voto adicionales no utilizadas y se negaba a entregarlas al secretario local. Las sospechas llevaron a la detención de numerosos votantes. Por ello, en septiembre de 1947 fue secuestrada y entregada a las autoridades soviéticas.  Karig pasó tres meses en la zona de ocupación soviética en Austria, internada en Baden bei Wien y sometida a numerosos interrogatorios.
Karig fue acusada de espionaje y trasladada a Neunkirchen am Potzberg, donde permaneció hasta su traslado a la Unión Soviética. En diciembre de 1947 fue trasladada al gulag de Vorkutá, donde pasó dos años y medio trabajando en una mina de arcilla, cargando vagones y trasladándolos al ladrillero. Enfermó durante su estancia allí, tuvo una grave infección de oído y necesitó que le practicaran una mastoidectomía de urgencia. Karig pasó unos meses recuperándose en un hospital y luego fue trasladada a Sverdlovsk, Ucrania. Durante su encarcelamiento, leyó novelas rusas y aprendió tanto ucraniano como ruso. A la muerte de Iósif Stalin, fue trasladada a Leópolis antes de ser liberada en 1953 y embarcada en un tren con destino a Budapest.

## Vida posterior
Tras su regreso, trabajó como redactora jefe para la editorial Europa Publishers. Tradujo varias novelas al húngaro y fue miembro activo de diversas sociedades literarias y científicas. En 1957 fue rehabilitada por las autoridades soviéticas. En 1985, Yad Vashem le concedió el premio de Justos entre las Naciones. Nunca se casó y murió en su casa en febrero de 1999.